# Baseよしもとガンラジ
baseよしもとガンラジは、ラジオ大阪の番組である（製作はアイ・ティ・エス）。2006年4月3日から2008年3月27日まで放送。

## 放送時間
- 毎週月曜～木曜　22:30 - 23:30

（2006年9月までは23:00 - 24:00）

## 概要
- 吉本興業所属で、baseよしもとを中心に活動する若手お笑い芸人がパーソナリティを日替わりで務める。

## 出演者の変遷
| 期間                         | 月                    | 火        | 水       | 木         |
| ---------------------------- | --------------------- | --------- | -------- | ---------- |
| 2006年4月3日 - 2007年3月30日 | 中山功太 ネゴシックス | NON STYLE | アジアン | ストリーク |
| 2007年4月2日 - 2008年3月27日 | 中山功太 天津         | NON STYLE | アジアン | スマイル   |

## コーナー
月曜日
- 中山軍vs向軍vs木村軍 三つ巴戦・大喜利!
- 有名人勝手にウィキペディア

火曜日
- お便り紹介
- 曲ランキング（リスナーからのアンケート調査による）

水曜日
- 刺激大好き！まんまる姫（大喜利）
- 乳首立也のニュース中３（チュウスリー）
- Fax-Japan（某バンドボーカルと隅田のアゴの形が同じだったのでついたタイトル）

木曜日
- マッチングスマイル
- ワールドスパイラルクイズ
- この話何ウーイェイ?
- ご機嫌ウーイェイソング（この話何ウーイェイ？内のコーナー）
- 4つの箱のお話

構成作家は月曜：和田義浩　火曜：京都市行　水曜：くらやん　木曜：東雲信介が担当している。